# Fibula (voorwerp)

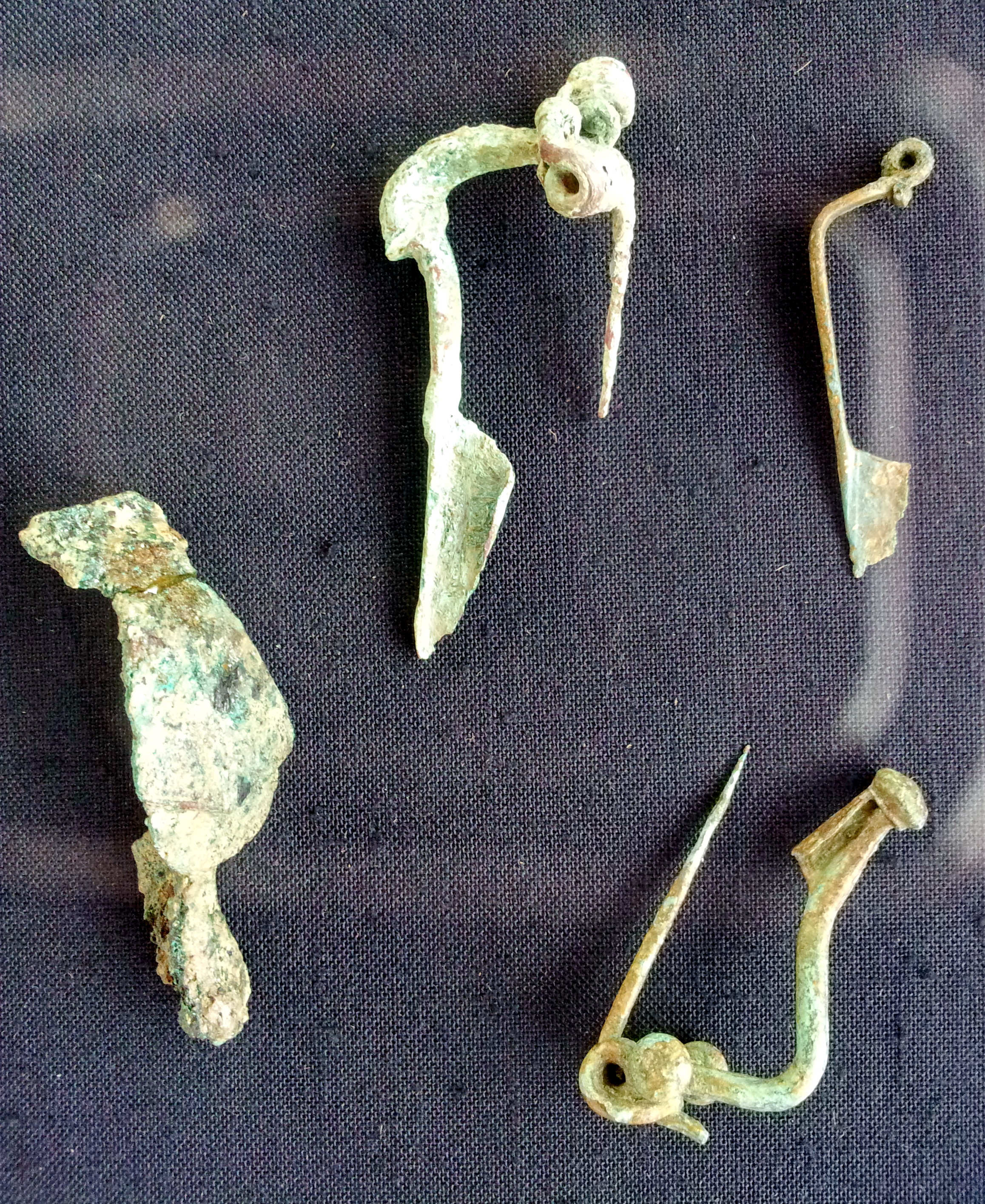
Romeinse fibulae uit Coriovallum, 1e eeuw na Chr. (Thermenmuseum, Heerlen)

Een fibula (ook: mantelspeld of doekspeld) is een historisch gebruiks- en siervoorwerp, dat dienst deed als sluitspeld voor kledingstukken. Het voorwerp, meestal van metaal, bezit daartoe een tweedelig sluitmechanisme in de vorm van een pen en een gaatje of beugel. De fibula kan gezien worden als de voorloper van de knoop en de ritssluiting.

## Algemeen

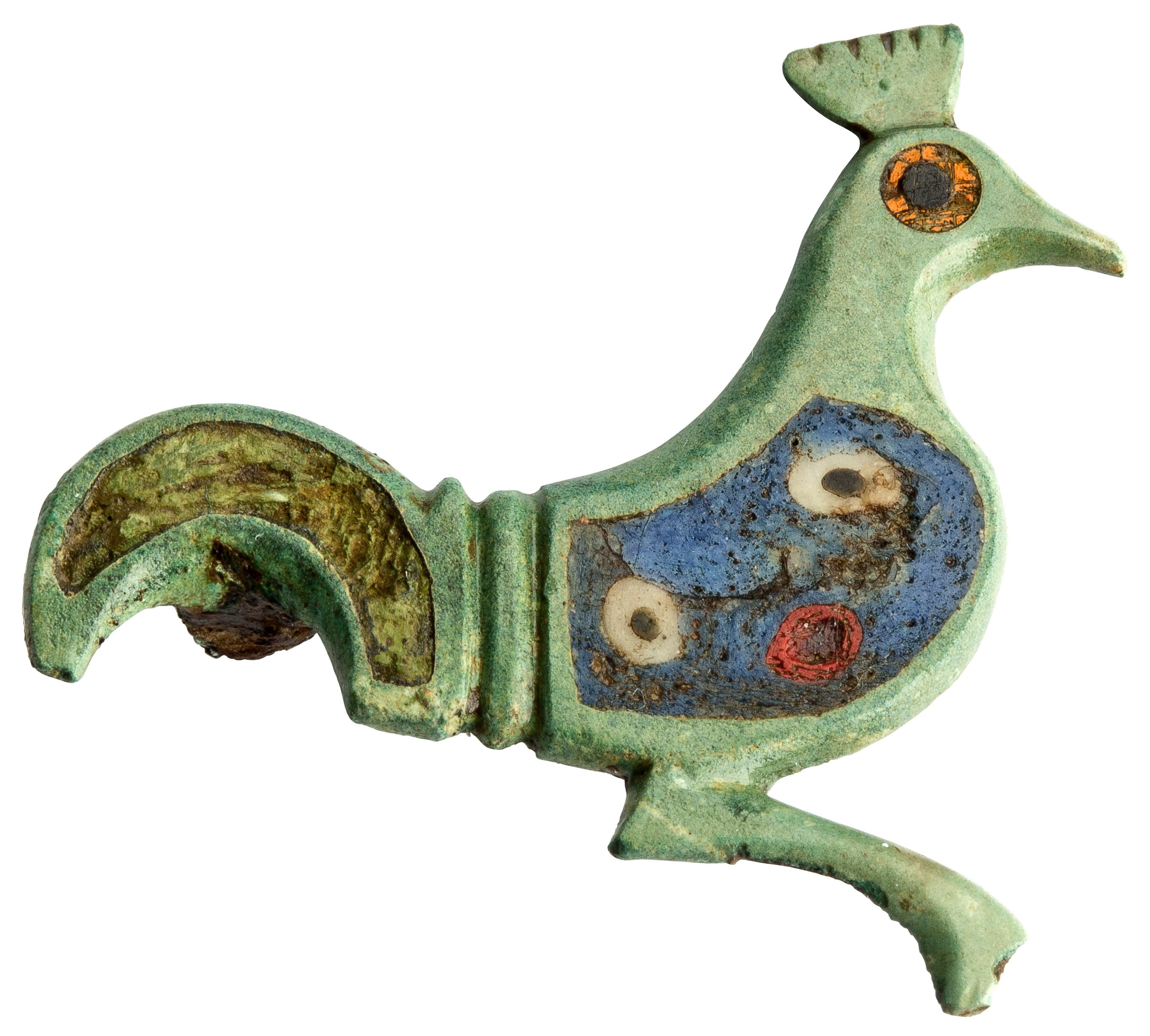
Romeinse dierfibula uit geëmailleerd brons, 100 - 200 n.C., ca. 3,3 cm, gevonden in Lauw (Gallo-Romeins Museum, Tongeren)

De fibula was handig om mantels en andere kledingstukken (zoals de toga) op de schouder te bevestigen. Romeinse vrouwen droegen een stola boven hun tunica. Deze stola werd vastgebonden met een fibula. Ook de Grieken gebruikten fibulae voor hun peplos.
Het eenvoudigste kledingstuk was de rechte lap die om het middel werd gewikkeld. Later ging men een tweede lap om de schouders draperen. Zo ontstond de kleding van de Egyptenaren, Sumeriërs, Assyriërs, Grieken en Romeinen, waarbij de siergesp of fibula de lappen aan elkaar hield. Zij zagen gedrapeerde kleding als een kenmerk van beschaving.
In verschillende gebieden van Europa zijn fibulae gevonden; de oudste dateren uit 800 voor Christus. Deze fibulae hadden een strakke brochering achter of zijwaarts van het sieraad en aan de voorkant zilveren en gouden versieringen met o.a. koppen van dieren. Ook in het graf van Sutton Hoo is een fibula gevonden.
Deskundigen kunnen uit stijl- en vormkenmerken afleiden uit welke keizerperiode een Romeinse fibula afkomstig is. Romeinse kledingspelden kunnen opvallend versierd zijn, bijvoorbeeld met kleurrijk email, en ze hebben soms bijzondere vormen, bijvoorbeeld van dieren. De figuurfibula had aan de achterzijde een scharnierende naald om ze op de bovenkleding te bevestigen. Opmerkelijke exemplaren droeg men graag op een goed zichtbare plaats. 
Ook in de vroegmiddeleeuwse tijd werden fibulae gebruikt. Veel fibulae zijn rijk versierd en gelden als museumstukken.

## Voorbeelden in Nederland en België

### Romeinse schijffibula uit Tongeren

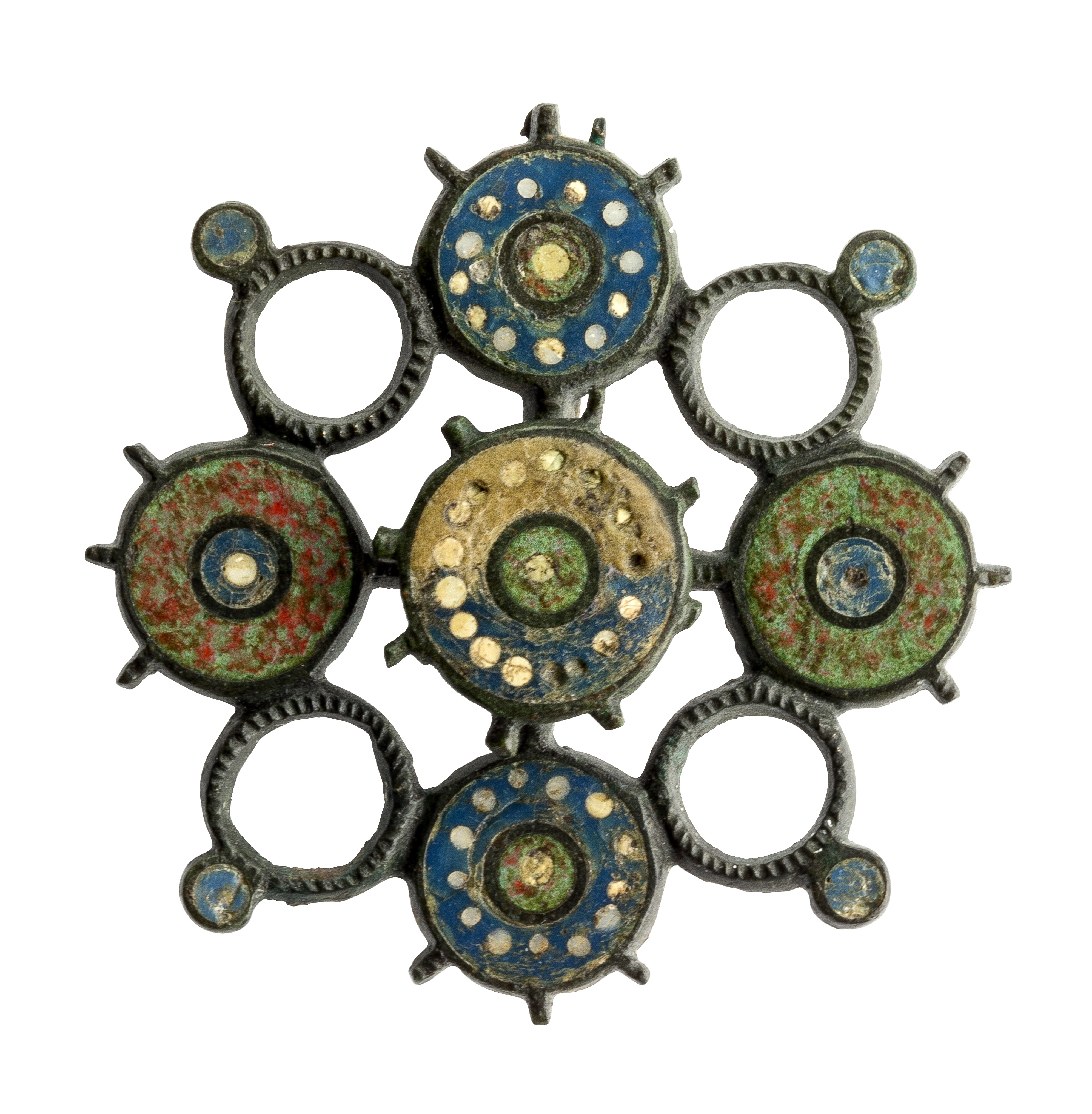
Bronzen schijffibula ingelegd met email, 180 -220 n.Chr., gevonden in Tongeren (Gallo-Romeins Museum, Tongeren)

In België, onder meer in Tongeren, zijn heel wat prachtige Romeinse fibulae gevonden, ingelegd met email, maar slechts enkele zijn qua type met dit exemplaar te vergelijken. Het type wordt ook wel aan de Rijn aangetroffen en werd waarschijnlijk gemaakt in de Romeinse provincies Pannonië of Moesië.
De aanwezigheid van een dergelijke schijffibula in de Lage Landen heeft vermoedelijk te maken met de mobiliteit van soldaten. In het geval van Tongeren kan het gaan om Tungri die als hulptroepen in het Romeinse leger waren ingeschakeld.

### De Drieknoppenfibula van Koninksem

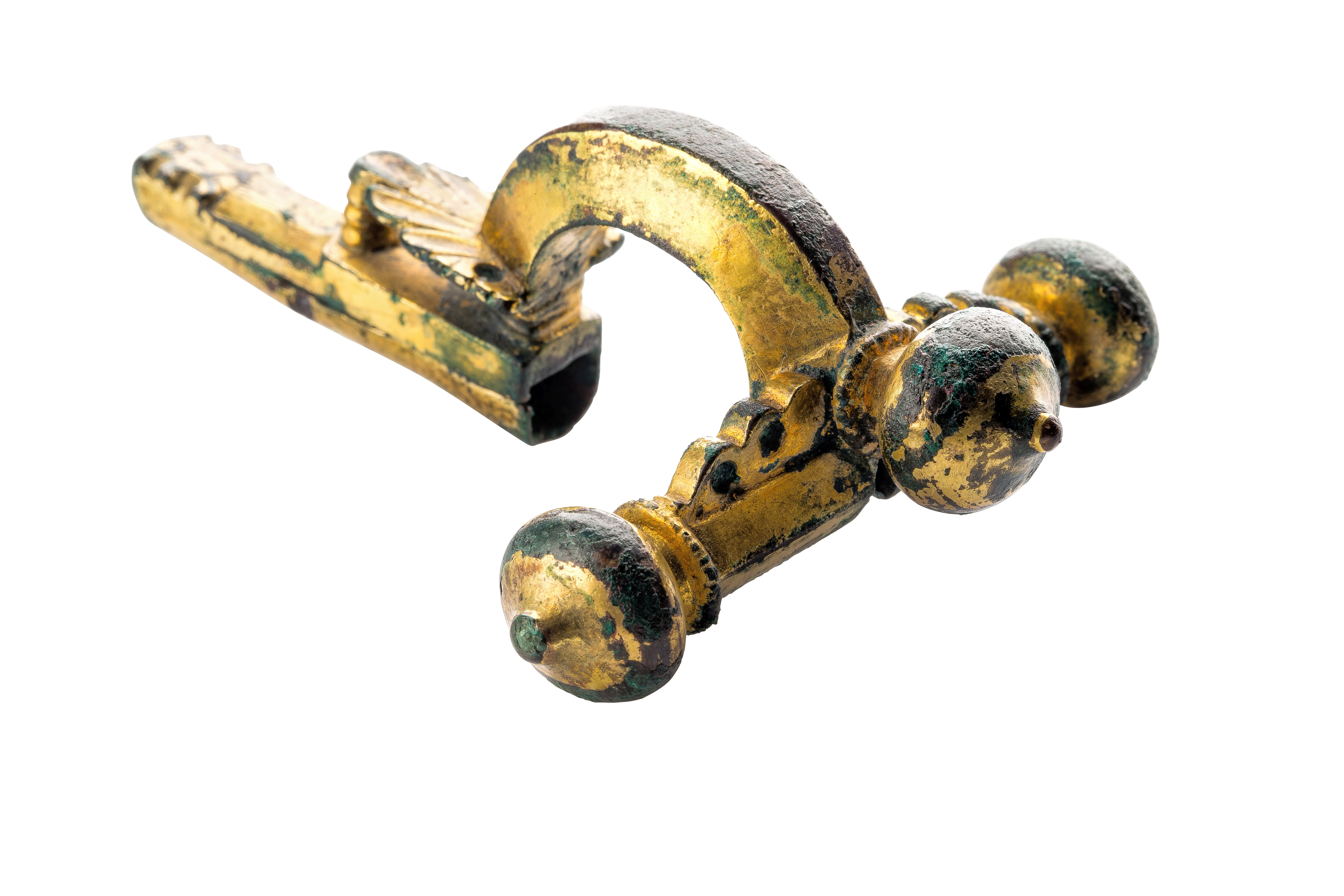
Drieknoppenfibula in verguld brons, 4e eeuw n. Chr, gevonden in Koninksem, ca 8,3 cm lang(Gallo-Romeins Museum, Tongeren)

Een wijd verspreid laat-Romeins type van fibula is de Drieknoppenfibula, ook Kruisboogfibula genoemd, naar zijn vorm. Zo’n type was in de Romeinse wereld een kenteken van officieren of hoge ambtenaren.
Als sierstuk toonde het hun status en tegelijk was het functioneel: het diende om een mantel te ‘sluiten’. Een van de drie uivormige knoppen bevindt zich centraal, in het verlengde van de beugel, de twee andere vormen het uiteinde van de ‘armen’.
Kruisboogfibulae werden gevonden in het gehele Romeinse Rijk en dateren van de 3e tot de 6e eeuw n.Chr. De Drieknoppenfibula van Koninksem is een van de vele objecten uit het graf van een man van Germaanse origine die wellicht in het Romeinse leger heeft gediend en in Tongeren was gelegerd. De speld lag in een kist die groot genoeg was om ook zijn wollen mantel te bevatten, die helemaal is vergaan. 

### De MerovingischeFibula van Rosmeer

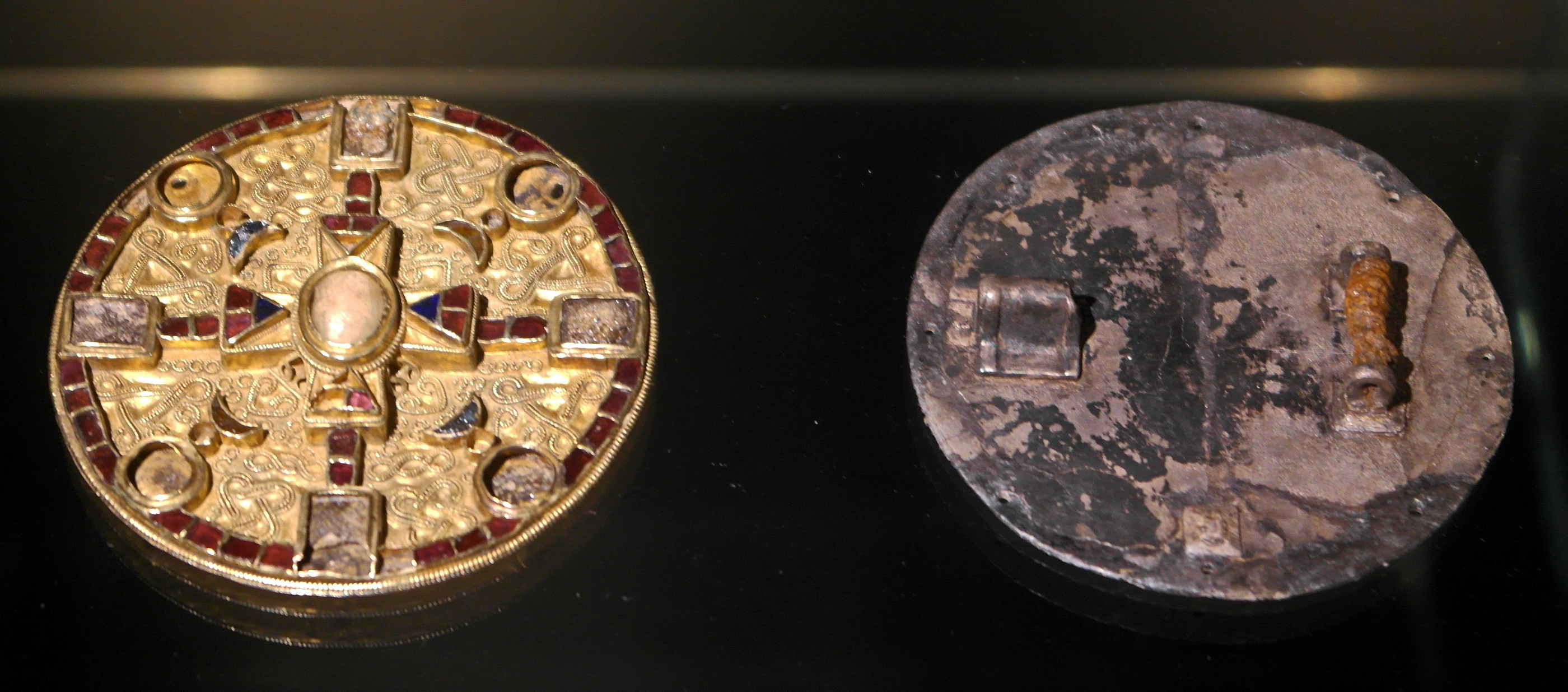
Schijffibula van Rosmeer, 7e eeuw n.Chr. (Gallo-Romeins Museum, Tongeren)

In de omgeving van de Diepestraat in Rosmeer (tussen Tongeren en Maastricht) werd in 1969 een Merovingisch grafveld uit de 7e eeuw blootgelegd. Eén vrouwengraf (graf nr. 90) bleek, ondanks het feit dat het geplunderd was, bijzonder rijk met onder andere een gouden fibula met filigraan- en inlegwerk, een gouden munt uit 610-620 na Chr. en een glazen beker.
De schijffibula is versierd met een Grieks kruis, waardoor de broche als het vroegste christelijke sieraad in Haspengouw kan worden beschouwd.

### Defibula van Wijnaldum
Op de terp Tjitsma, enkele kilometer noordoostelijk van Harlingen, is in 1953 de voetplaat van een grote fibula gevonden. De speld werd echter door een ploeg beschadigd en was daardoor niet meer compleet. Amateurarcheologen zochten jarenlang met metaaldetectoren naar de ontbrekende deeltjes. In 1991-93 werd ter plekke opnieuw onderzoek gedaan door de universiteiten van Groningen en Amsterdam, waarbij ook de zilveren brug met gouden bekleding, het scharnier en deeltjes van de kopplaat werden teruggevonden. Alleen van de sierschijf is nog niets teruggevonden. De fibula dateert van begin 7e eeuw en wordt bewaard in het Fries Museum te Leeuwarden.

### Defibula van Dorestad

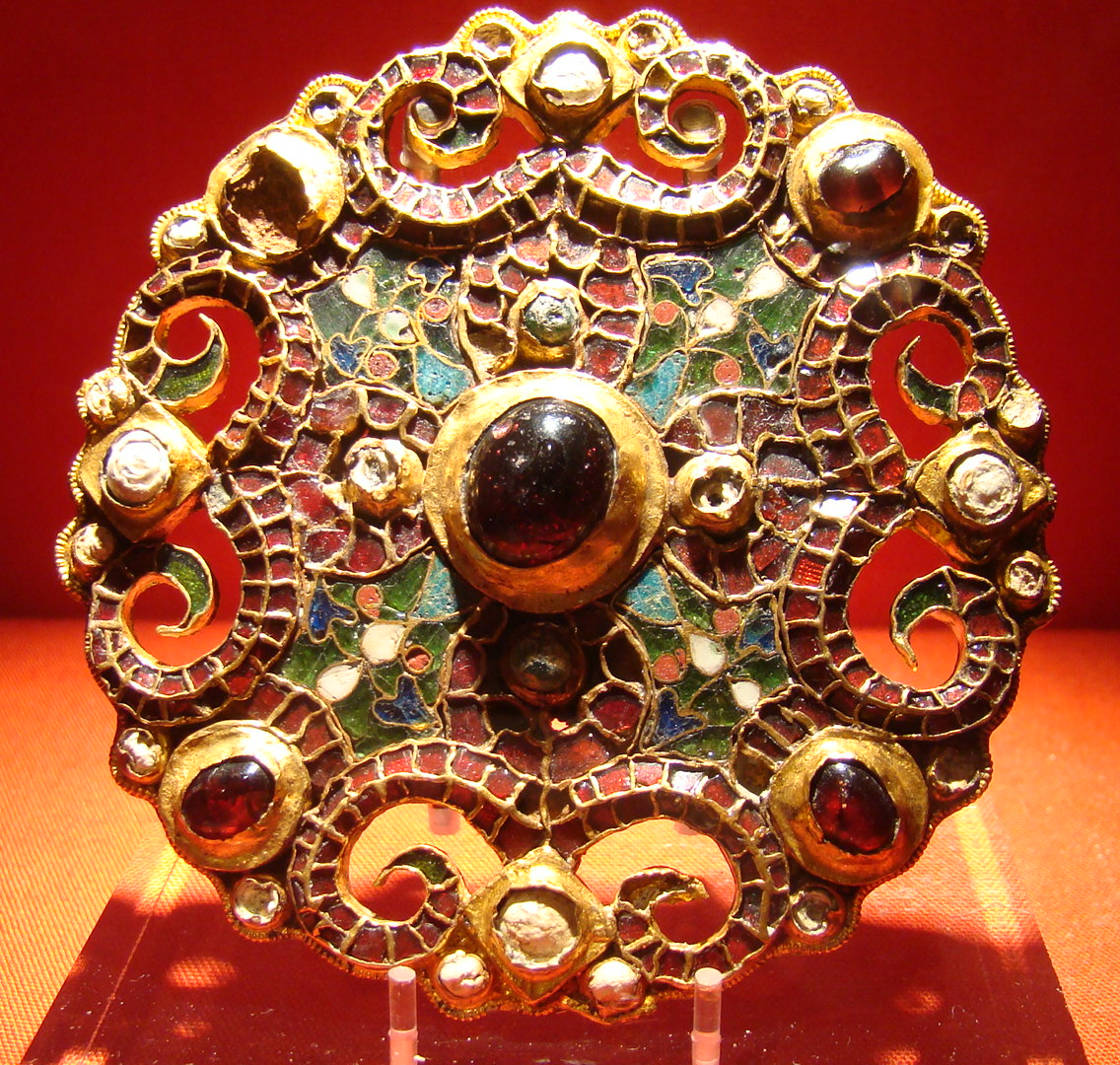
Fibula van Dorestad

De schijffibula van Dorestad is in 1969 gevonden in een put in Wijk bij Duurstede, het oude Dorestad. Het voorwerp is waarschijnlijk omstreeks 775-800 vervaardigd in Bourgondië en bevindt zich thans in het Rijksmuseum van Oudheden te Leiden.

## Afbeeldingen

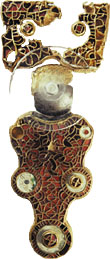
Fibula van Wijnaldum, begin 7e eeuw (Fries Museum, Leeuwarden)
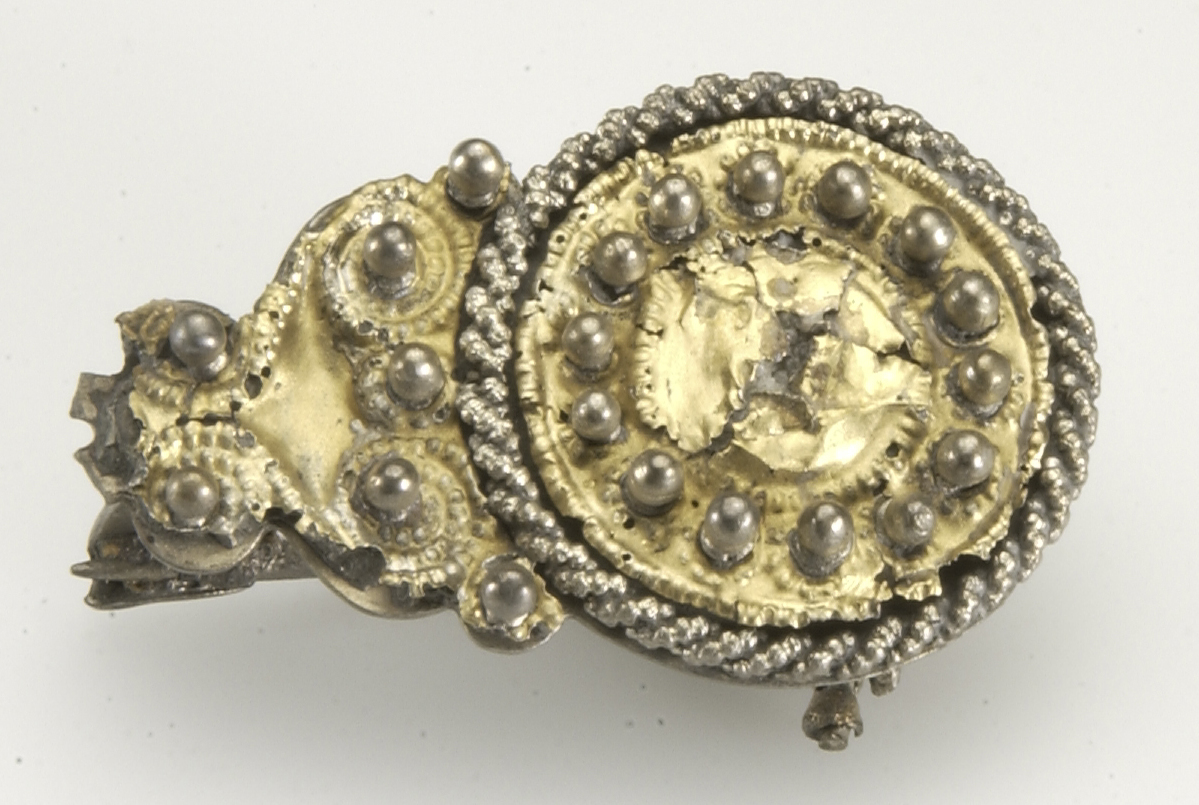
Germaanse schijffibula, verguld zilver. Zwammerdam, Romeins, 100-300 na Chr.
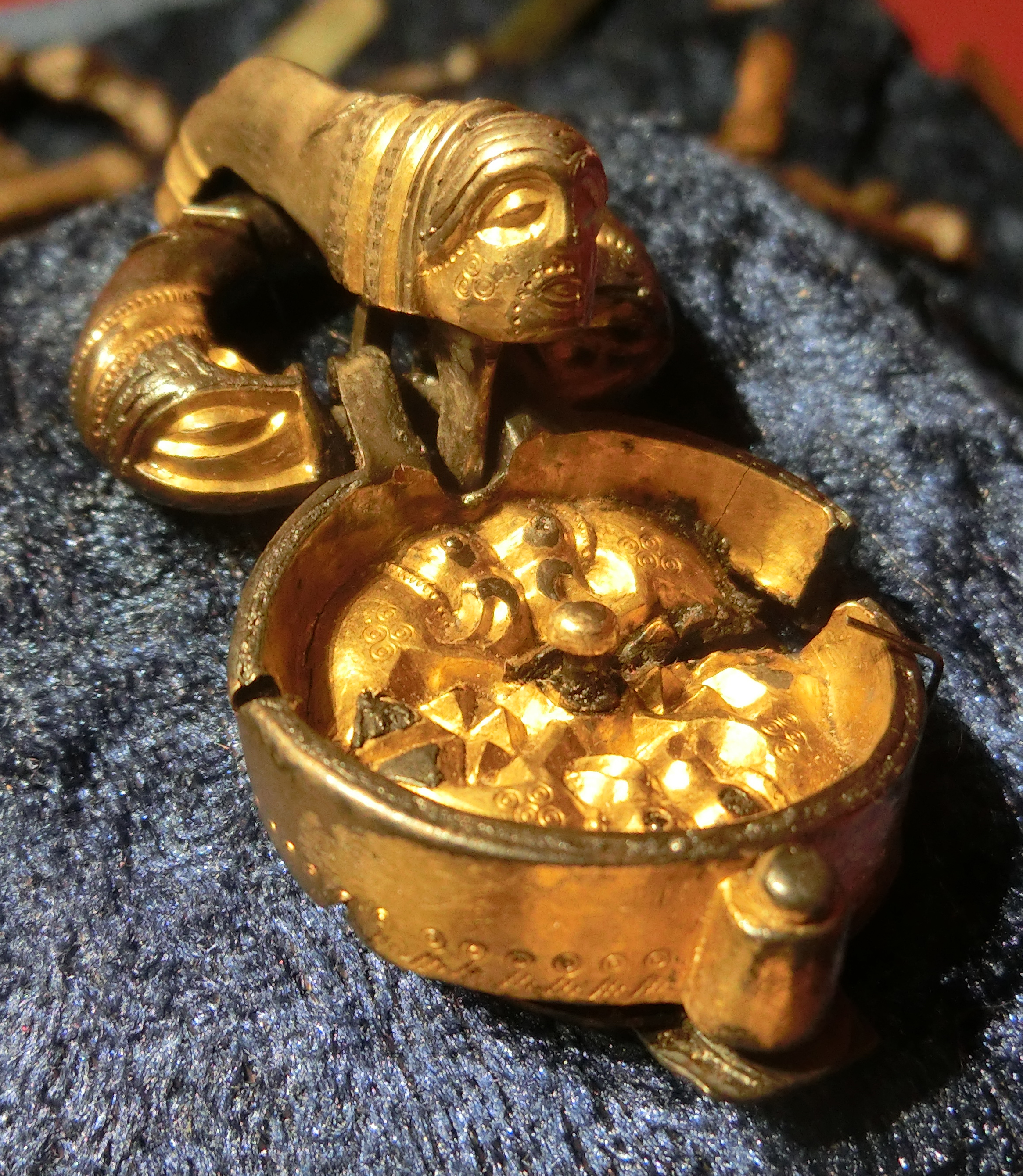
Fibula met Odin, Huginn en Muninn, Västergötland
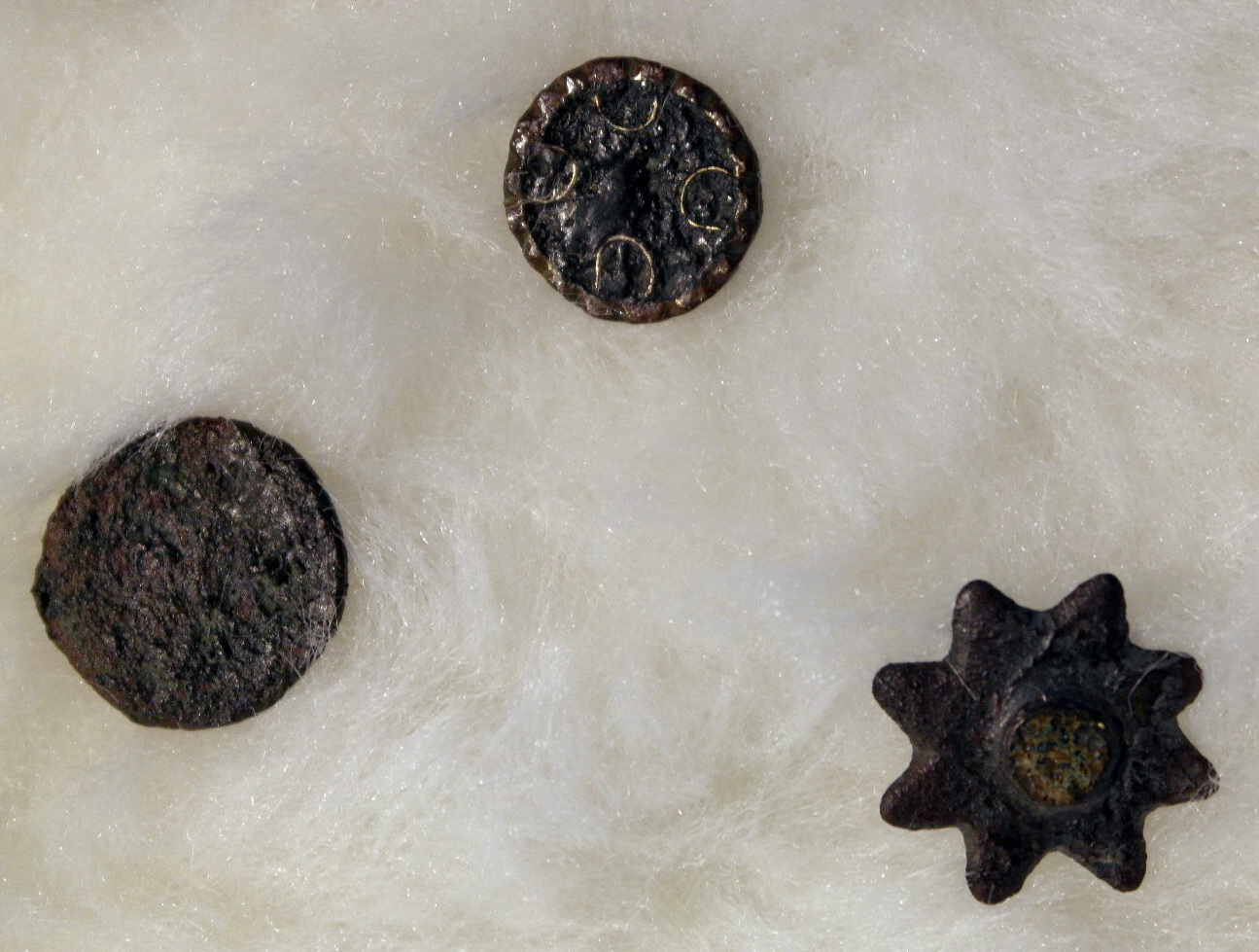
Drie bronzen Karolingische schijffibula's (9e-10e eeuw), archeologische collectie Centre Céramique, Maastricht
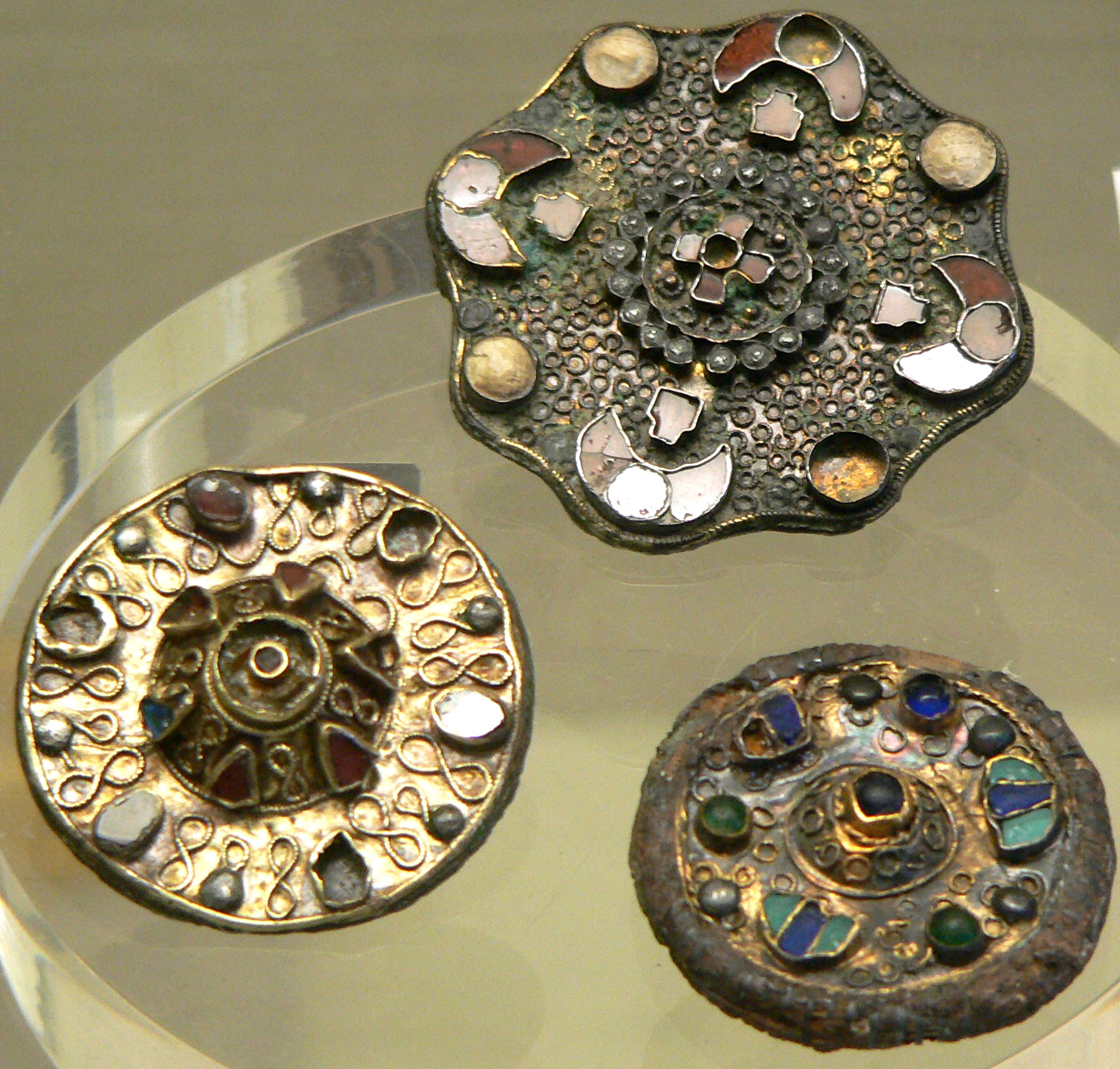
Merovingische fibulas, Cabinet de Médailles et Antiques, Bibliothèque Nationale de France
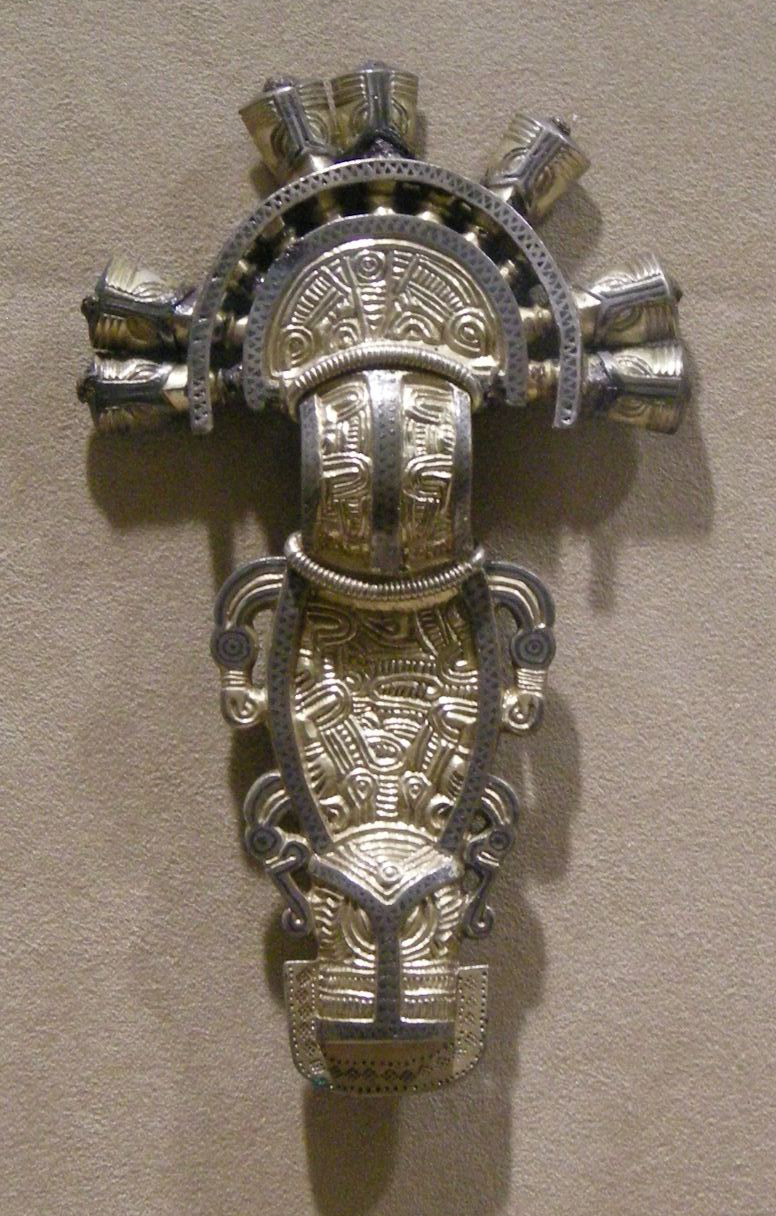
Langobardiche fibula, ca. 600
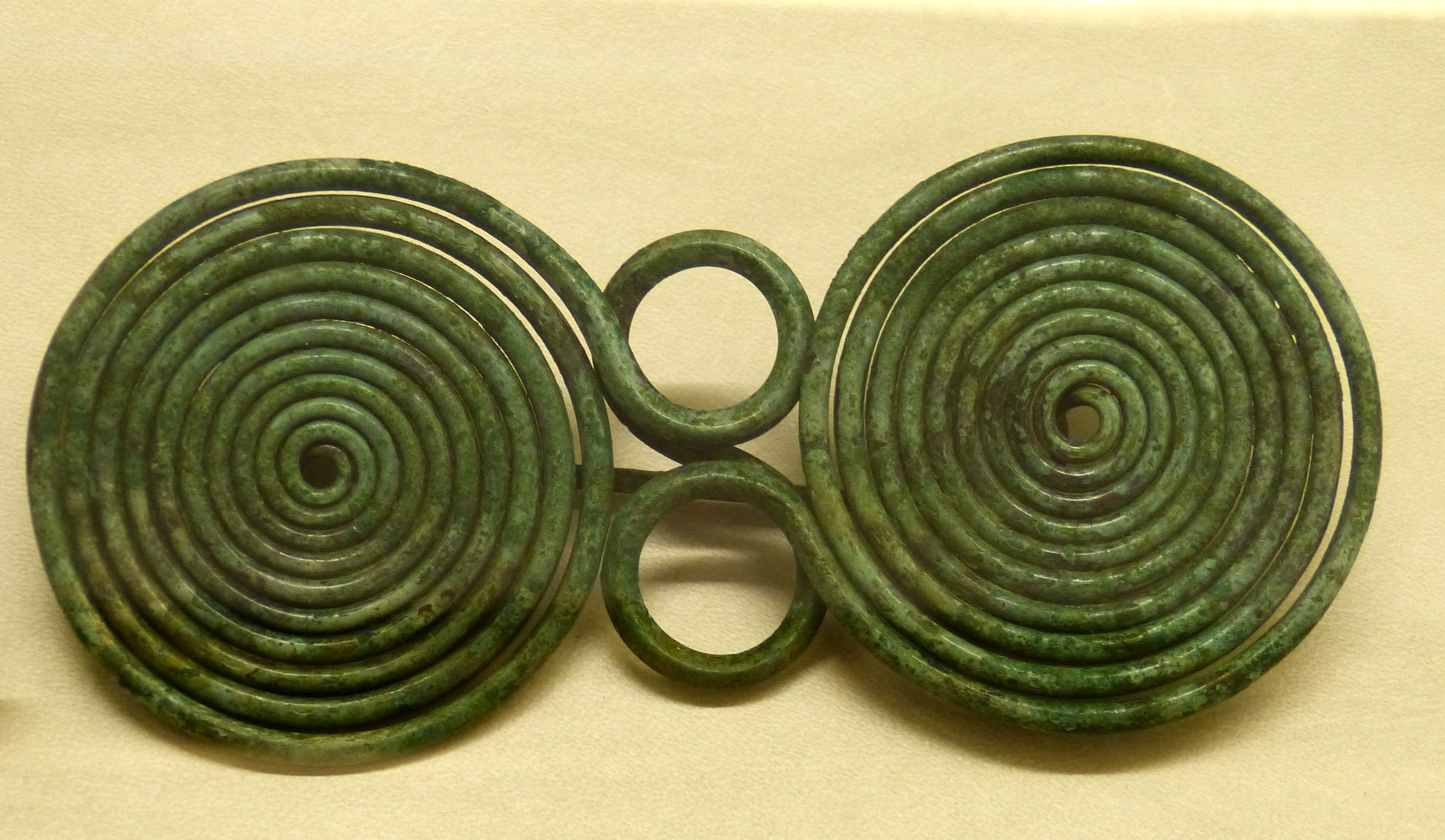
Fibula met spiraalmotief uit Kroatië, ijzertijd
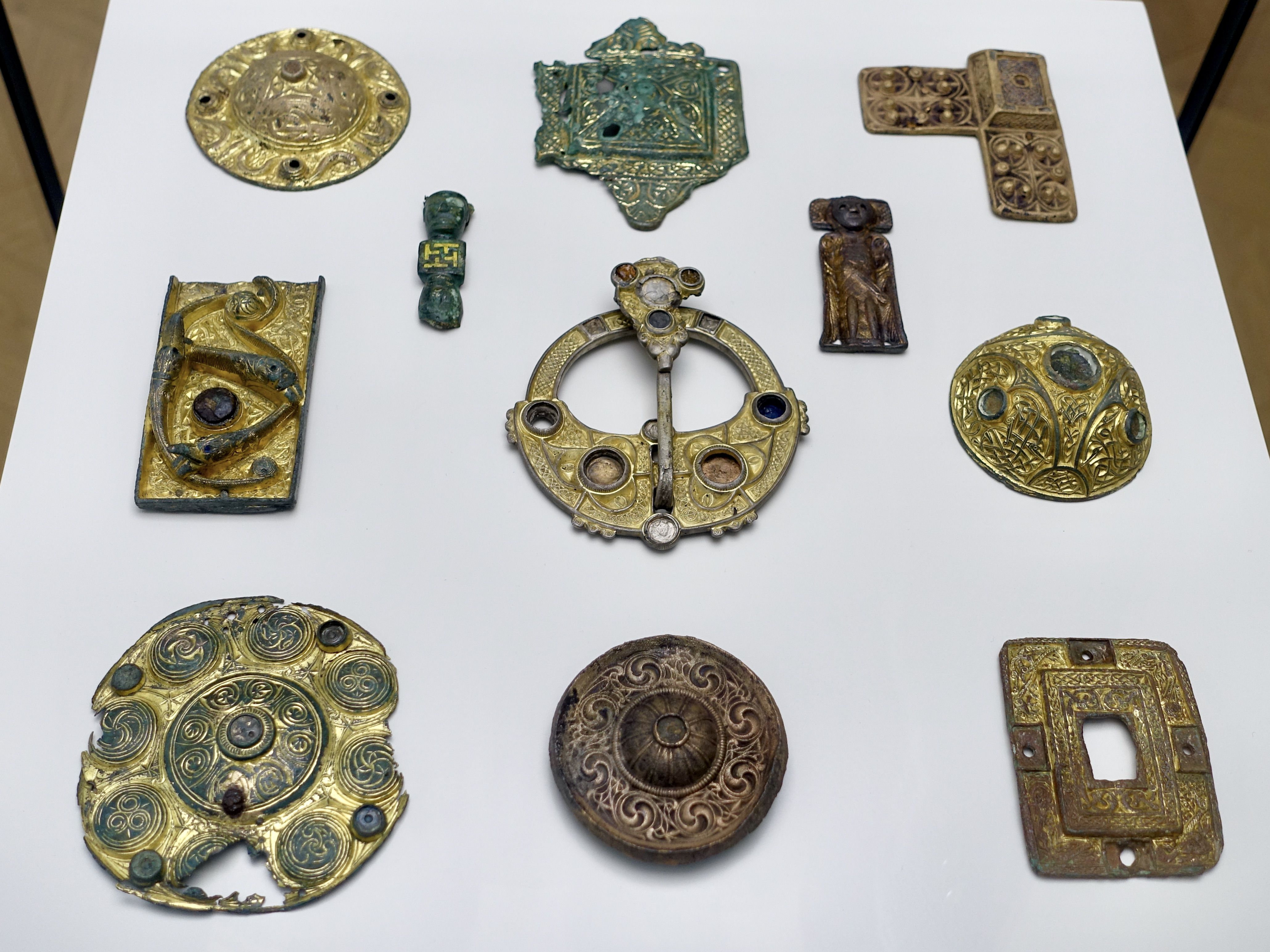
Vikingen maakten fibula van gestolen heilige objecten van de Britse eilanden, ca 700
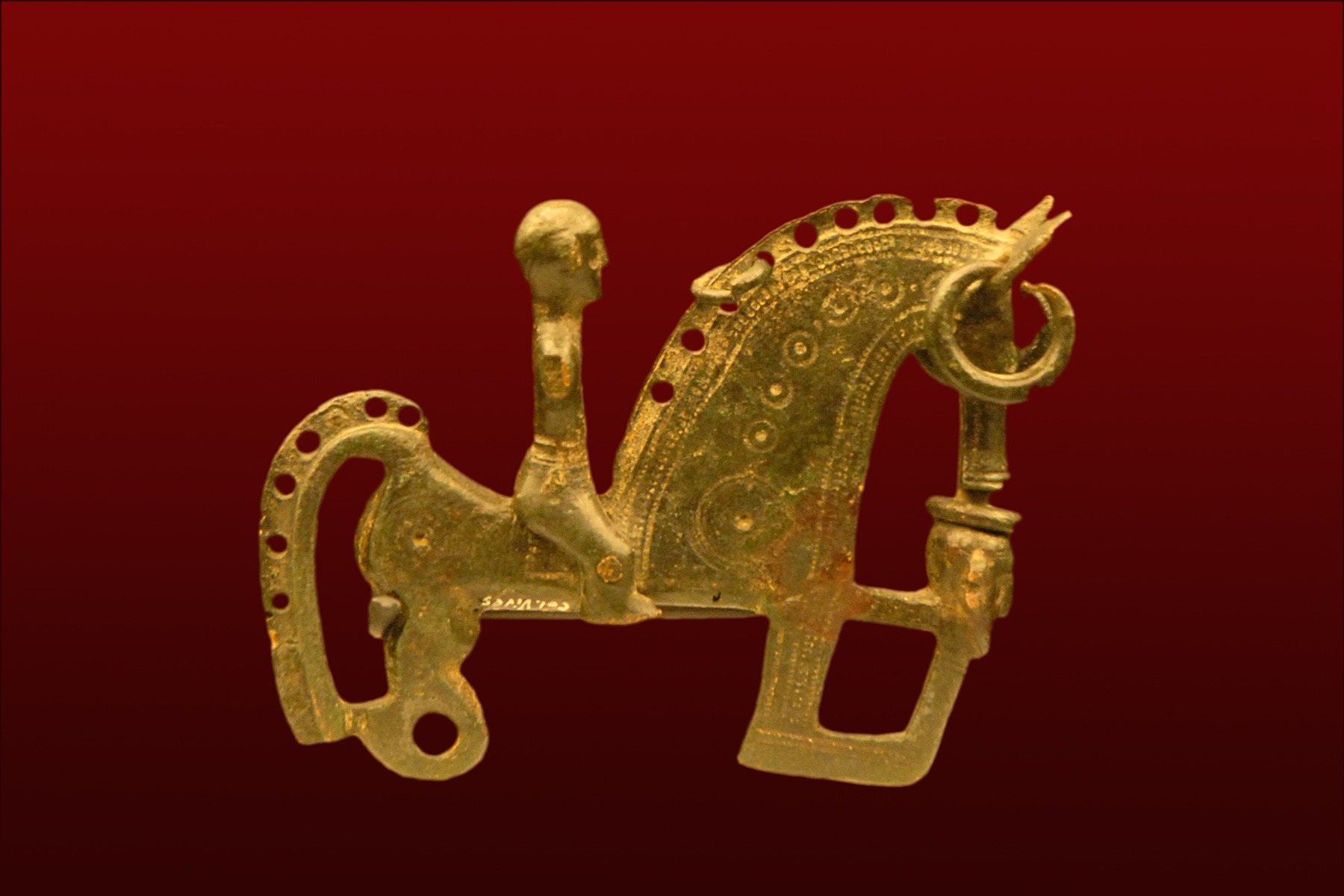
Keltiberische fibula in de vorm van een ruiter met paard, onder het paardenhoofd is een afgehakt hoofd afgebeeld (waarschijnlijk van een verslagen vijand)
Wapen van Manching met sleutel en fibula